# Lijst van spelers van Piacenza Calcio
Deze lijst omvat voetballers die bij de Italiaanse voetbalclub Piacenza Calcio spelen of gespeeld hebben. De spelers zijn alfabetisch gerangschikt.

## A
- Ignazio Abate
- Matteo Abbate
- Gabriele Aldegani
- Amauri
- Gabriele Ambrosetti
- Nicolas Amodio
- Michele Anaclerio
- Giuseppe Angarano
- Fabio Artico
- Stefano Avogadri
- Claudio Azzali
- Giorgio Azzimonti

## B
- Ibrahim Babatunde
- Davide Bagnacani
- Davide Baiocco
- Amedeo Baldizzone
- Gabriele Ballotta
- Luigi Balzarini
- Stefano Baraldo
- Mirko Barocelli
- Giuseppe Barucco
- Gastone Bean
- Luigi Beghetto
- Fausto Belli
- Mauro Bertaccini
- Davide Bertoncini
- Tommaso Bianchi
- Raffaele Bianco
- Francesco Bini
- Antonio Bocchetti
- Francesco Bombagi
- Patrizio Bonafè
- Andrea Bonomi
- Roberto Bordin
- Paolo Bordoni
- Diego Bortoluzzi
- Nicola Boselli
- Gianfranco Bozzao
- Maurizio Braghin
- Eugenio Brambilla
- Massimo Brioschi
- Riccardo Budoni
- Enrico Burlando
- Renato Buso

## C
- Nicola Caccia
- Daniele Cacia
- Giordano Caini
- Marco Calderoni
- Ireneusz Calski
- Hugo Campagnaro
- Edgar Çani
- Fabrizio Capodici
- Gaetano Capogrosso
- Marco Capparella
- Massimiliano Cappellini
- Antonio Carannante
- Angelo Carbone
- Giuseppe Cardone
- Italo Carminati
- Mario Cassano
- Edoardo Catinali
- Giovanni Cattai
- Marco Cavanna
- Giancarlo Cella
- Riccardo Cenci
- Luis Centi
- Damiano Cesari
- Elia Chianese
- Roberto Chiti
- Alessandro Ciarrocchi
- Pier Luigi Cignani
- Giacomo Cipriani
- Isaac Cofie
- Sandro Cois
- Corrado Colombo
- Giuseppe Compagno
- Enzo Concina
- Mirko Conte
- Kewullay Conteh
- Michele Contini
- Ferdinando Coppola
- Eugenio Corini
- Giovanni Cornacchini
- Alessandro Cortesi
- Daniele Cozzi
- Sante Crepaldi
- Angelo Crialesi
- Paolo Cristallini
- Filippo Cristante
- Piero Cucchi
- Adrian Cuciula

## D
- Giuseppe d'Agostino
- Emanuele D'Anna
- Lorenzo D'Anna
- Renato Damonti
- Carlo De Bernardi
- Ciro De Cesare
- Giuseppe De Gradi
- Giorgio De Rossi
- Massimo De Solda
- Alessio De Vecchis
- Antonio De Vitis
- Zlatko Dedič
- Daniele Degano
- Mauro Della Bianchina
- Daniele Delli Carri
- Stefano Desideri
- Fabrizio Di Bella
- Antonio Di Carlo
- Andrea Di Cintio
- Rino Di Fraia
- Eusebio Di Francesco
- Arturo Di Napoli
- Roberto Di Nicola
- Giorgio di Vicino
- Davide Dionigi
- Antonio Donnarumma
- Samuele Dragoni

## E
- Mark Edusei
- Mirko Eramo

## F
- Stefano Fattori
- Giuseppe Ferazzoli
- Marco Ferrante
- Claudio Ferrarese
- Matteo Ferrari
- Emanuele Ferraro
- Giuseppe Ferretti
- Pietro Fioravanti
- Fabrizio Fioretti
- Valerio Fiori
- Giuliano Fiorini
- Fabio Foglia
- Stefano Fontana
- Luigi Forlini
- Salvatore Foti
- Maurizio Franzone
- Paolo Franzoni
- Vando Freddi

## G
- Franco Gabrieli
- Maurizio Gaiardi
- Massimo Ganci
- Rino Gandini
- Carmine Gautieri
- Giuseppe Gemiti
- Claudio Gentile
- Carlo Gervasoni
- Alberto Gilardino
- Filippo Giorgi
- Marco Giovio
- Sergej Goerenko
- Mattia Graffiedi
- Leandro Greco
- Simone Grippo
- Rino Gritti
- Matteo Guardalben
- Simone Guerra
- Mario Guidetti
- Tomás Guzmán

## H
- Saber Hraiech
- Dario Hübner

## I
- Agostino Iacobelli
- Salvatore Iacolino
- Filippo Inzaghi
- Simone Inzaghi
- Angelo Iorio
- Maurizio Iorio
- Mihail Ivanov

## J
- Jeda
- Jonathan

## K
- Houssine Kharja
- Artur Kupiec

## L
- Gianluca Lamacchi
- Dino Landini
- Graziano Landoni
- Mattia Lanzano
- Andrea Lazzari
- Leandro Gobatto
- Francesco Lisi
- Lorenzo Liverani
- Adriano Lombardi
- Cristian Longobardi
- Roberto Lorenzini
- Fabrizio Lorieri
- Louise Parfait
- Alessandro Lucarelli
- Settimio Lucci
- Giorgio Lucenti
- Carlo Luisi
- Pasquale Luiso

## M
- Andrea Maccagni
- Andrea Maccoppi
- Stefano Maccoppi
- Armando Madonna
- Nicola Maggio
- Luigi Maldera
- Roberto Maltagliati
- Matteo Mandorlini
- Roberto Mandressi
- Mario Manera
- Amedeo Mangone
- Gian Paolo Manighetti
- Alessandro Marchi
- Marco Marchionni
- Dario Marcolin
- Sergio Marcon
- Enzo Maresca
- Massimo Margiotta
- Marco Masi
- Salvatore Masiello
- Giorgio Mastropasqua
- Luca Matteassi
- Matuzalem
- Roberto Maurantonio
- Alessandro Mazzola
- Andrea Mei
- Cristian Melinte
- Denis Mendoza
- Andrea Mengoni
- Giacomo Menichetti
- Simone Menichetti
- Alessio Miceli
- Salvatore Miceli
- Leonardo Miglionico
- Francesco Mileti
- Giuseppe Minaudo
- Luca Minopoli
- Renato Mola
- Andrea Molinelli
- Johnnier Montaño
- Gaetano Montenegro
- Nicola Mora
- Daniele Moretti
- Michele Morra
- Stefano Morrone
- Davide Moscardelli
- Damiano Moscardi
- Maurizio Moscatelli
- Lorenzo Mossini
- Francesco Mura
- Roberto Murgita
- Tiziano Mutti

## N
- Radja Nainggolan
- Massimiliano Nardecchia
- Didier Ndagano
- Alain Nef
- Michele Nicoletti
- Francesco Nieto
- Antonio Nocerino
- Enrico Nova

## O
- Iván Óbolo
- Leonardo Occhipinti
- Samuele Olivi
- Ilario Ondei
- Paolo Orlandoni
- Carlo Osti

## P
- Marco Padalino
- Simone Palermo
- Francesco Palmieri
- Francesco Palo
- Adriano Panepinto
- Simone Paoletti
- Giorgio Papais
- Fausto Pari
- Matteo Paro
- Andrea Parola
- Luigi Pasetti
- Paolo Passera
- Dario Passoni
- Bogdan Pătrașcu
- Ambrogio Pelagalli
- Alessandro Pellicori
- Domenico Penzo
- Simone Pepe
- Paolo Pestrin
- Marco Piccinni
- Antonio Piccolo
- Gabriele Pin
- Davide Pinato
- Gian Nicola Pinotti
- Marco Piovanelli
- Giampietro Piovani
- Paolo Poggi
- Cleto Polonia
- Marcello Premoli
- Christian Puggioni
- Sandro Puppo

## Q
- Paolo Quaini
- Stefano Quattrini

## R
- Ruggerio Radice
- Ernestino Ramella
- Julien Rantier
- Massimo Rastelli
- Gian Filippo Reali
- Giorgio Redeghieri
- Regis
- Luigi Riccio
- Cesare Rickler
- Oscar Righetti
- Alessandro Rinaldi
- Rincón
- Ruggiero Rizzitelli
- Federico Rodríguez
- Flavio Roma
- Ferdinando Rossi
- Marco Rossi
- Stefano Rossini
- Alessandro Ruggeri
- Luigi Russo

## S
- Stefano Sacchetti
- Filippo Sambugaro
- Gennaro Sardo
- Matteo Savioni
- Marco Savorani
- Alessandro Sbaffo
- Cristiano Scalabrelli
- Giuseppe Scienza
- Mirco Scrocchi
- Felice Secondini
- Davide Sentinelli
- Matteo Serafini
- Marco Serena
- Matteo Sereni
- Daniel Severino
- Giuseppe Signori
- Luca Siligardi
- Jacopo Silva
- Nicola Silvestri
- Lucas Simón
- Roberto Simonetta
- Claudio Simoni
- Luigi Simoni
- Fulvio Simonini
- Mikhail Sivakov
- Evert Skoglund
- Vincenzo Sommese
- Giuseppe Spalazzi
- Adolfo Daniele Speranza
- Alessio Stamilla
- Paolino Stanzial
- Francesco Statuto
- Marco Stella
- Tiziano Stevan
- Luca Stocchi
- Giovanni Stroppa
- Pasquale Suppa

## T
- Andrea Tagliaferri
- Massimo Taibi
- Emiliano Tarana
- Stefano Tarolli
- Filippo Tasso
- Andrea Tentoni
- Marcello Tentorio
- Paolo Tomasoni
- Denis Tonucci
- Vittorio Tosto
- Paolo Tramezzani
- Cristian Trapella
- Luca Tremolada
- Guglielmo Trevisan
- Alessandro Tulli
- Francesco Turrini
- Paolo Tuttino

## U
- Giuseppe Unere

## V
- Gabriele Valentini
- Aladino Valoti
- Fabian Valtolina
- Giovanni Vastola
- Roberto Vichi
- Pietro Vierchowod
- Paolo Vignali
- Giorgio Vignando
- Pietro Visconti
- Rey Volpato
- Sergio Volpi

## W
- Daniel Wolf

## Z
- Alessandro Zagano
- Pietro Zammuto
- Damiano Zenoni
- Francesco Zerbini
- Francesco Zitolo
- Giorgio Zoff